# 尤里一世·列沃維奇
尤里一世·列沃維奇（烏克蘭語：Юрій I Львович，1252年—1308年3月18日），羅斯國王、加利奇和沃里尼亞王公，1301年至1308年在位。

## 子女
1289年左右，尤里和庫亞維公爵卡齊米日一世的女兒歐菲米亞結婚，兩人共有2子2女：
1. 安德烈（英语：Andrew of Galicia）（？年—1323年5月）
2. 列夫二世（英语：Leo II of Galicia）（？年—1323年6月）
3. 瑪麗亞（英语：Maria of Galicia）（約1293年—1341年）
4. 安娜斯塔西婭（烏克蘭語：Анастасія Юріївна）（約1306年—1364/65年）